# Werner Girke
Werner Girke (ur. 4 września 1940 w Grabiku) – niemiecki lekkoatleta, długodystansowiec, halowy mistrz Europy z 1967. W czasie swojej kariery reprezentował Republikę Federalną Niemiec.
Zajął 5. miejsce w biegu na 3000 metrów na europejskich igrzyskach halowych w 1966 w Dortmundzie. Na mistrzostwach Europy w 1966 w Budapeszcie zajął 10. miejsce w biegu na 5000 metrów.
Zwyciężył w biegu na 3000 metrów na europejskich igrzyskach halowych w 1967 w Pradze, wyprzedzając Raszyda Szarafietdinowa ze Związku Radzieckiego i Lajosa Mecsera z Węgier. Odpadł w eliminacjach biegu na 5000 metrów na igrzyskach olimpijskich w 1968 w Meksyku.
Zdobył brązowy medal w biegu na 3000 metrów na europejskich igrzyskach halowych w 1969 w Belgradzie, przegrywając jedynie z Ianem Stewartem z Wielkiej Brytanii i Javierem Álvarezem z Hiszpanii. Zajął 5. miejsce w biegu na tym dystansie na halowych mistrzostwach Europy w 1970 w Wiedniu. Odpadł w eliminacjach biegu na 5000 metrów na mistrzostwach Europy w 1971 w Helsinkach.
Girke był mistrzem RFN w biegu na 5000 metrów w 1964 i 1965, wicemistrzem na tym dystansie w 1969 i 1971 oraz brązowym medalistą w latach 1966–1968. Był również drużynowym mistrzem RFN w biegu przełajowym na krótkim dystansie w 1963, 1965, 1957 i 1969. W hali był mistrzem w biegu na 3000 metrów w 1964, 1966, 1967 i 1969, wicemistrzem w tej konkurencji w 1965 i 1970 oraz brązowym medalistą w 1972.